# Baia di Kasaan
La baia di Kasaan (Kasaan Bay) si trova nell'Arcipelago di Alessandro Arcipelago Alexander) nell'Alaska sud-orientale (Stati Uniti d'America) all'interno dell'isola Principe di Galles (Prince of Wales Island).

## Etimologia
Il nome della baia deriva dalla omonima penisola da un nome indiano Haida "Kazarn Bay" o "Kazarn Bay" pubblicato dal capitano marittimo M. D. Tebenkov, della Marina Imperiale Russa nel 1852. In seguito il nome fu ripreso e pubblicato come "Kasa-an Bay" nel 1883 dal United States Coast Pilot degli Stati Uniti d'America.

## Geografia
La baia si trova all'interno dell'isola Principe di Galles (Prince of Wales Island) e più o meno a metà isola (da nord a sud) tra la penisola di Kasaan (Kasaan Peninsula) e l'isola Principe di Galles. La baia è collegata allo stretto di Clarence (Clarence Strait). Al suo interno si trova la cittadina di Kasaan (sull'omonima penisola). La baia è area di transito dei traghetti dell'Inter-Island Ferry Authority verso la cittadina di Hollis che costituisce il principale punto di accesso all'isola Principe di Galles. La baia si trova inoltre all'interno del Tongass National Forest.
La baia inoltre è divisa tra due amministrazioni comunali: "Thorne Bay Ranger District" e "Craig Ranger District".

### Isole della baia
Nella baia sono presenti le seguenti principali isole:
- Isola di Grindall (Grindall Island)[4] 55°26′38″N 132°07′44″W - L'isola, con una elevazione di 20 metri e una lunghezza di 2,4 chilometri, si trova all'entrata sud della baia, in proseguimento della penisola di Kasaan (Kasaan Peninsula).
- Isola di Kasaan (Kasaan Island)[5] 55°29′51″N 132°21′08″W - L'isola, con una elevazione di 10 metri e una lunghezza di circa 4 chilometri, si trova al centro della baia.
- Isola di Berry (Berry Island)[6] 55°30′25″N 132°23′21″W - L'isola, con una lunghezza di 335 metri, si trova al centro della baia a nord dell'isola di Kasaan (Kasaan Island).
- Isola di Round (Round Island)[7] 55°30′56″N 132°22′52″W - L'isola, con una elevazione di 21 metri e una lunghezza di circa 400 metri, si trova al centro della baia a nord dell'isola di Kasaan (Kasaan Island).
- Isola di Pen (Pen Island)[8] 55°34′36″N 132°30′06″W - L'isola (molto piccola - è lunga 90 metri) si trova nel nord della baia vicino alla baia di Karta (Karta Bay).
- Isola di Fourth of July (Fourth of July Island )[9] 55°35′44″N 132°31′08″W - L'isola, lunga 160 metri, si trova nel nord della baia tra la baia di Browns (Browns Bay) e la baia di Lindeman (Lindeman Cove), all'entrata dell'insenatura marina Salt Chuck.
- Isola di Gosti (Gosti Island)[10] 55°35′14″N 132°32′28″W - L'isola, lunga 1.400 metri, si trova nel nord della baia tra la baia di Browns (Browns Bay) e la baia di Karta (Karta Bay).
- Isola di Daisy (Daisy Island)[11] 55°28′31″N 132°19′08″W - L'isola, lunga 1.120 metri e una elevazione di 35 metri, si trova al centro della baia vicino alla costa ovest-meridionale.
- Isola di Skowl (Skowl Island)[12] 55°25′21″N 132°16′07″W - L'isola, con una elevazione di 42 metri, si trova all'entrata del fiordo di Skowl (Skowl Arm).
- Isola di Patterson (Patterson Island)[13] 55°24′11″N 132°11′41″W - L'isola, con una elevazione di 32 metri e una lunghezza di 2.400 metri, si trova all'uscita sud della baia.
- Isola di High (High Island)[14] 55°23′56″N 132°10′08″W - L'isola, con una elevazione di 60 metri e una lunghezza di 600 metri, si trova all'uscita sud della baia vicinissima all'isola di Patterson (Patterson Island).

### Insenature e altre masse d'acqua
Nella baia sono presenti le seguenti principali insenature:
- Stretto di Grindall (Grindall Passage)[15] 55°27′02″N 132°09′09″W - Il passaggio marino, lungo 1,5 chilometri e ampio 640 metri, divide l'isola di Grindall (Grindall Island) dalla punta più a sud della penisola di Kasaan (Kasaan Peninsula).
- Baia di Happy (Happy Harbor)[16] 55°29′39″N 132°19′58″W - La baia si trova nella parte più meridionale dell'isola di Kasaan (Kasaan Island).
- Baia di Poor Man (Poor Man Bay)[17] 55°32′54″N 132°25′54″W - La baia si trova a nord della località di Kasaan tra i promontori Sunny Hat e Adams.
- Baia di Mills (Mills Bay )[18] 55°34′43″N 132°29′14″W - La baia si trova nella parte nord della baia di Kasaan, a est della baia di Karta (Karta Bay).
- Baia di Lindeman (Lindeman Cove)[19] 55°36′14″N 132°30′43″W - La baia si trova nella parte nord della baia di Kasaan.
- Insenatura di Salt Chuck (Salt Chuck)[20] 55°37′35″N 132°33′13″W - L'insenatura si trova all'estremo nord della baia di Kasaan.
- Baia di Browns (Browns Bay)[21] 55°35′48″N 132°32′56″W - La baia si trova nella parte nord della baia di Kasaan.
- Baia di Karta (Karta Bay)[22] 55°34′19″N 132°32′29″W - L'ampia baia di Karta si trova nella parte nord della baia di Kasaan.
- Fiordo di Twelvemile (Twelvemile Arm)[23] 55°27′30″N 132°38′36″W - Il fiordo, lungo 25 chilometri, si sviluppa a ovest della baia.
- Baia di Kina (Kina Cove)[24] 55°30′05″N 132°30′53″W - La baia si trova sul lato sud-occidentale della baia di Kasaan subito a sud-est del fiordo di Twelvemile.
- Baia di Coal (Coal Bay)[25] 55°30′02″N 132°29′15″W - La baia, ampia 1,6 chilometri, si trova sul lato sud-occidentale della baia di Kasaan subito a est della baia di Kina (Kina Bay).
- Baia di Little Coal (Little Coal Bay)[26] 55°30′22″N 132°27′51″W - La baia si trova a 800 metri ad est della baia di Coal (Coal Bay)
- Baia di Linney (Linney Bay)[27] 55°28′22″N 132°20′36″W - La baia si trova di fronte all'isola di Kasaan (Kasaan Island).
- Fiordo di Skowl (Skowl Arm)[28] 55°25′25″N 132°20′27″W - Il fiordo, lungo circa 25 chilometri, si sviluppa a sud-ovest della baia.
- Baia di Trollers (Trollers Cove)[29] 55°21′56″N 132°12′13″W - La baia si trova all'entrata sud della baia di Kasaan.

### Promontori della baia
Nella baia sono presenti i seguenti promontori:
- Promontorio di Approach (Approach Point)[30] 55°26′33″N 132°06′45″W - Il promontorio, con una elevazione di 14 metri, si trova sull'isola di Grindall (Grindall Island).
- Promontorio di Grindall (Grindall Point)[31] 55°27′22″N 132°09′30″W - Il promontorio, con una elevazione di 35 metri, si trova all'estremo sud della penisola di Kasaan (Kasaan Peninsula).
- Promontorio di Sunny Hat (Sunny Hat Point)[32] 55°32′23″N 132°32′23″W - Il promontorio si trova a 1 chilometro a nord-ovest di Kasaan.
- Promontorio di Adams (Adams Point)[33] 55°33′02″N 132°26′18″W - Il promontorio, con una elevazione di 53 metri, si trova a 3,2 chilometro a nord-ovest di Kasaan.
- Promontorio di Alder (Alder Point)[34] 55°36′50″N 132°33′26″W - Il promontorio, con una elevazione di 35 metri, si trova nell'insenatura Salt Chuck.
- Promontorio di Mound (Mound Point)[35] 55°34′37″N 132°34′12″W - Il promontorio si trova nella baia di Karta (Karta Bay).
- Promontorio di Sandy (Sandy Point)[36] 55°33′11″N 132°31′28″W - Il promontorio si trova tra la baia di Karta (Karta Bay) e il fiordo di Twelvemile (Twelvemile Arm).
- Promontorio di Pellett (Pellett Point )[37] 55°31′17″N 132°34′11″W - Il promontorio si trova all'entrata nord del fiordo di Twelvemile (Twelvemile Arm).
- Promontorio di Outer (Outer Point)[38] 55°30′54″N 132°31′15″W - Il promontorio, con una elevazione di 28 metri, si trova all'entrata sud del fiordo di Twelvemile (Twelvemile Arm).
- Promontorio di Baker (Baker Point)[39] 55°30′48″N 132°24′45″W - Il promontorio, con una elevazione di 21 metri, si trova di fronte a Kasaan.
- Promontorio di Kasaan (Kasaan Point)[40] 55°26′39″N 132°16′58″W - Il promontorio si trova all'entrata nord del fiordo di Skowl (Skowl Arm).
- Promontorio di Skowl (Skowl Point)[41] 55°24′35″N 132°20′54″W - Il promontorio, con una elevazione di 52 metri, si trova sull'isola di Skowl (Skowl Island) all'entrata sud del fiordo di Skowl (Skowl Arm).
- Promontorio di Island (Island Point)[42] 55°22′08″N 132°10′08″W - Il promontorio, con una elevazione di 57 metri, si trova all'entrata sud della baia.

### Fiumi immissari della baia
Nella baia si immettono i seguenti fiumi (le coordinate si riferiscono alla foce):
- Fiume Linkum (Linkum Creek)[43] 55°32′22″N 132°23′55″W - Il fiume, lungo circa 2,9 chilometri, nasce tra il monte Jacobs (Jacobs Mountain) e il monte Kasaan (Kasaan Mountain), entrambi nella penisola di Kasaan (Kasaan Peninsula), e sfocia nei pressi di Kasaan.
- Fiume Poor Man (Poor Man Creek)[44] 55°33′04″N 132°25′59″W - Il fiume, lungo circa 2,6 chilometri, nasce da un piccolo lago nella penisola di Kasaan (Kasaan Peninsula), e sfocia a nord di Kasaan nella baia di Poor Man (Poor Man Bay)
- Fiume Paul Young (Paul Young Creek)[45] 55°35′28″N 132°34′36″W - Il fiume, lungo circa 7,5 chilometri, nasce da un lago nei pressi del picco di Rush (Rush Peak), e sfocia nella baia di Karta (Karta Bay).
- Fiume Karta (Karta River )[46] 55°33′51″N 132°34′23″W - Il fiume, lungo circa 3,2 chilometri, nasce dal lago Karta (Karta Lake), e sfocia nella baia di Karta (Karta Bay).
- Fiume Hundred Thousand (Hundred Thousand Creek)[47] 55°28′24″N 132°23′47″W - Il fiume, lungo circa 2,2 chilometri, nasce da un lago e sfocia nella baia di Kasaan di fronte all'isola di Kasaan (Kasaan Island).
- Fiume Spiral (Spiral Creek)[48] 55°22′17″N 132°14′20″W - Il fiume, lungo circa 2 chilometri, nasce da alcuni piccoli laghi e sfocia nei pressi della baia di Trollers (Trollers Cove)

### Monti
Alcuni monti nei pressi della baia:
- Monte Andrew (Mount Andrew)[49] 55°31′03″N 132°18′07″W - Il monte, con una altezza di 428 m s.l.m., si trova nella penisola di Kasaan (Kasaan Peninsula).
- Monte Kasaan (Kasaan Mountain)[50] 55°32′37″N 132°21′29″W - Con 867 m s.l.m. è il monte più alto della penisola di Kasaan (Kasaan Peninsula).
- Colle di North Pole (North Pole Hill)[51] 55°38′07″N 132°36′10″W - La collina, alta 213 m s.l.m. è circondata da alcuni laghi tra cui il lago di Foot (Foot Lake) e il lago di Ellen (Ellen Lake).

## Turismo
Karta River Wilderness. Il "Karta River Wilderness" è un ecosistema protetto di circa 40.000 acri, istituito nel 1990. L'area è costruita attorno alla valle del  fiume Karta (Karta River) e comprende due laghi importanti (Karta Lake e Salmon Lake). Nell'area sono probite la maggior parte delle attività commerciali e industriali. Un sentiero (Karta Wilderness Trail) collega la baia di Karta (Karta Bay 55°34′19″N 132°32′29″W) alla parte centrale della valle.
Karta Wilderness Trail. Il sentiero "Karta Wilderness Trail", lungo circa 15 chilometri, si trova nell'area protetta "Karta River Wilderness". Inizia presso la baia di Karta (Karta Bay 55°34′19″N 132°32′29″W) e termina lungo il fiume Andersen (Andersen Creek 55°35′04″N 132°45′10″W).
Salt Chuck Trail. Il sentiero "Salt Chuck Trail" si trova nei pressi dell'insenatura di Salt Chuck (Salt Chuck 55°37′35″N 132°33′13″W).